# Delray Beach Open 2014
Il Delray Beach Open 2014 è stato un torneo di tennis giocato sul cemento. È stata la 22ª edizione del Delray Beach International Tennis Championships, che fa parte della categoria ATP World Tour 250 series nell'ambito dell'ATP World Tour 2014. Si è giocato al Delray Beach Tennis Center di Delray Beach negli Stati Uniti, dal 17 al 23 febbraio 2014.

## Partecipanti

### Teste di serie
| Nazionalità | Giocatore       | Ranking* | Testa di serie |
| ----------- | --------------- | -------- | -------------- |
| Germania    | Tommy Haas      | 12       | 1              |
| Stati Uniti | John Isner      | 13       | 2              |
| Giappone    | Kei Nishikori   | 16       | 3              |
| Sudafrica   | Kevin Anderson  | 22       | 4              |
| Canada      | Vasek Pospisil  | 25       | 5              |
| Spagna      | Feliciano López | 26       | 6              |
| Croazia     | Marin Čilić     | 37       | 7              |
| Australia   | Lleyton Hewitt  | 40       | 8              |

* Ranking al 10 febbraio 2014.

### Altri partecipanti
I seguenti giocatori hanno ricevuto una wild-card per il tabellone principale:
- Marcos Baghdatis
- Ryan Harrison
- Jack Sock

I seguenti giocatori sono entrati in tabellone passando dalle qualificazioni:

- Gastão Elias
- Steve Johnson
- Wayne Odesnik
- Rhyne Williams

Il seguente giocatore è entrato in tabellone come lucky loser:
- Samuel Groth

## Campioni

### Singolare
Marin Čilić ha sconfitto in finale  Kevin Anderson per 7–6(6), 6(7)–7, 6-4.
- È l'undicesimo titolo in carriera per Čilić, il secondo del 2014.

### Doppio
Bob Bryan /  Mike Bryan hanno sconfitto in finale  František Čermák /  Michail Elgin per 6-2, 6-3.